# Голем Папрадник
Голем Папрадник (изписване до 1945 година: Голѣмъ Папрадникъ; на македонска литературна норма: Голем Папрадник; на албански: Papradniku i Madh) е село в Северна Македония, в Община Вапа (Център Жупа).

## География
Селото е разположено в областта Жупа в северозападните склонове на планината Стогово, близо до брега на Дебърското езеро (Черни Дрин).

## История
В XIX век Голем Папрадник е село в Дебърска каза на Османската империя. В „Етнография на вилаетите Адрианопол, Монастир и Салоника“, издадена в Константинопол в 1878 година и отразяваща статистиката на населението от 1873 година, Голема Парадища е посочено като село с 23 домакинства, като жителите му са 35 помаци и 22 българи.
Според статистиката на Васил Кънчов („Македония. Етнография и статистика“) в 1900 Голѣма Папраница има 460 жители българи мохамедани.
На Етнографската карта на Битолския вилает на Картографския институт в София от 1901 година Големо Папранци е смесено село българи, помаци, албанци и турци в Дебърската каза на Дебърския санджак със 126 къщи.
В 1915 година, по време на Първата световна война, селото е анексирано от Царство България. Към 1 март 1916 година Голѣми Папраникъ е част от Парешката община на българската Дебърска околия.
Според преброяването от 2002 година селото има 840 жители.
| Националност | Всичко |
| македонци    | 30     |
| албанци      | 1      |
| турци        | 799    |
| роми         | 0      |
| власи        | 0      |
| сърби        | 0      |
| бошняци      | 0      |
| други        | 10     |